# SiteLauncher (расширение)
SiteLauncher — расширение для браузеров Mozilla Firefox и Chromium. Расширение позволяет предоставлять быстрый доступ к необходимым пользователю сайтам.

## Описание
Расширение направлено на улучшение и упрощение навигации среди закладок в браузерах. Среди особенностей расширения необходимо отметить:
- Возможность создания комбинации «горячих клавиш» для URL, позволяющие быстро перейти на необходимый ресурс.
- Возможность редактирования графического интерфейса расширения (цвет, форма, размеры, прозрачность)[3].
- Возможность сортировки закладок по группам, а также создавать и удалять группы[4].
- В версии расширения для Chromium данные расширения синхронизируются посредством встроенной синхронизации.

## Критика
Версия расширения для Google Chrome подвержена ошибке не позволяющей вызвать меню расширения при фокусировке на омнибаре.

## Обзоры в прессе
- Lee Mathews. SiteLauncher adds a hotkey panel with visuals to Firefox (англ.). AOL Switched DownloadSquad (24 декабря 2008). Дата обращения: 28 февраля 2011. Архивировано из оригинала 12 мая 2012 года.
- Kate Russell. Webscape (англ.). BBC (17 июля 2009). Дата обращения: 28 февраля 2011. Архивировано из оригинала 12 мая 2012 года.
- David Morrison. New: SiteLauncher® for Google Chrome™ released by DoneSmart Ltd (англ.). London, England (PRWEB) (10 ноября 2010). Дата обращения: 28 февраля 2011. Архивировано из оригинала 12 мая 2012 года.
- Петр Петров. SiteLauncher для Firefox. 3DNews (26 декабря 2008). Дата обращения: 28 февраля 2011.